# Sasca Montană
Sasca Montană is een Roemeense gemeente in het district Caraș-Severin.
Sasca Montană telt 1646 inwoners.